# Carl von Wilpert
Carl von Wilpert, auch Karl von Wilpert (* 4. Januar 1778 in Riga; † 3. März 1839 ebenda) war ein deutsch-baltischer Arzt.

## Leben
Carl von Wilpert war ein Sohn des Rigaer Kaufmanns und späteren Bürgermeisters Jakob Friedrich (von) Wilpert und dessen Frau Barbara Rosine, geb. Windhorst.
Er wuchs in Riga und auf dem 1794 von seinem Vater erworbenen Landgut Hinzenberg auf. Aus dem Jahr 1793 ist ein Eintrag von ihm im Stammbuch (Freundschaftsalbum) des Malers Carl Gotthard Graß (1767–1814) erhalten. Im April 1797 ging er, versehen mit einem Empfehlungsbrief seines Vaters an Johann Gottfried Herder zum Studium der Humanmedizin an die Universität Jena. Jakob Friedrich Wilpert gehörte in der Rigaer Zeit Herders von 1764 bis 1769 zu dessen Freundeskreis. Schon Jahr darauf musste Carl von Wilpert Jena wieder verlassen, als Zar Paul I. mit Ukas vom 9. April 1798 die Heimkehr aller studentischen Untertanen von den deutschen Universitäten anordnete.
Wilpert musste an die Medizinische Akademie in St. Petersburg wechseln. Als nach der Ermordung von Paul I. 1801 und der Thronbesteigung von Zar Alexander I. die Regelungen wieder gelockert wurden, setzte er sein Studium an den Universitäten Wien und Bamberg fort. Sein zweistufiges Examen musste er jedoch an der Kaiserlichen Universität Dorpat ablegen. Mit Untersuchungen zur Ohrenheilkunde wurde er 1804 erst Magister und dann zum Dr. med. promoviert.
Anschließend praktizierte er bis zu seinem Tod in Riga. Von 1804 bis 1809 war er städtischer Armenarzt. 1809 wurde er in das Armendirektorium berufen und führte die Oberleitung des Krankenhauses bis 1817. Von 1828 bis kurz vor seiner Erkrankung 1836 war er wieder im Armendirektorium tätig und hatte die Leitung des St. Georgs-Hospitals inne.
Wilpert war vielfältig bürgerschaftlich engagiert. Ab 1815 war er ordentliches Mitglied der Literärisch-praktischen Bürger-Verbindung zu Riga Auch der Rigaer Liedertafel gehörte er seit 1835 als förderndes Mitglied an.
1822 war er Mitstifter der Gesellschaft praktischer Ärzte zu Riga und wurde zu ihrem Präses gewählt. Zu seinen Lebzeiten ist „wohl kaum ein Mitglied von solchem Einflusse gewesen, wie Wilpert“. Er hielt zahlreiche Fachvorträge auf den Sitzungen der Gesellschaft; nach seinem Tod 1839 war seine eigene Krankengeschichte („chronisches Nierenleiden, Wasserguss in den Thorax, Lungenapoplexie“) Thema der 227. Sitzung.
Wilpert blieb unverheiratet. Zunächst lebten ab 1806 seine Eltern bei ihm, später seine verwitweten Schwestern (Falck und Hackel) und deren Kinder. So „schuf er sich, obwohl unverehelicht, hausväterliche Würde und Glückseligkeit in reichem Maasse“.
Er starb ohne eigene Nachkommen, so dass die auf seinen Vater Jakob Friedrich Wilpert zurückgehende Linie des Adelsgeschlechts von Wilpert mit ihm im Mannesstamm ausstarb. Alle weiteren Nachkommen stammen aus der Line seines Onkels Christian Georg Wilpert.

## Nachleben
Wilpert hinterließ seine reichhaltige, 6000 Bände umfassende Bibliothek der Gesellschaft praktischer Ärzte, die sie mit der Stadtbibliothek vereinigte.
Im Kreise der Rigaer Ärzte hatte Wilpert 1836 eine Unterstützungskasse für die Witwen und Waisen Rigascher Ärzte angeregt und mitbegründet. Die Ärzteschaft gab ihr 1841 zu seinem Andenken den Namen Wilpertsche Stiftung. Als Stiftungstag wurde fortan sein Geburtstag begangen.

## Werke
- De differentia organi auditus animalium. Dorpat 1804
- De morbis quibusdam organi auditus. Dorpat 1804 (Digitalisat)